# Potentilla squalida
Potentilla squalida är en rosväxtart som beskrevs av Soják. Potentilla squalida ingår i Fingerörtssläktet som ingår i familjen rosväxter. Inga underarter finns listade i Catalogue of Life.